# Équipe de France de rugby à XV en 1966
L'équipe de France de rugby à XV, en 1966, dispute quatre matchs lors du tournoi des Cinq Nations, puis un match face à l'Italie. En novembre, elle affronte la Roumanie.

## Le Tournoi des cinq Nations
L'équipe de France de rugby à XV termine le Tournoi des cinq nations 1966 à la seconde place, ex aequo avec l'Écosse et derrière le pays de Galles avec 2 victoires, 1 nul et 1 défaite.

## Tableau des matchs
| Date             | Lieu        | Adversaire | Score  | Type              | l'Équipe |
| 15 janvier 1966  | Murrayfield | Écosse     | N 3-3  | Tournoi 5 Nations | Claude Lacaze - Jean Gachassin, Guy Boniface, André Boniface, Christian Darrouy - (o) Jean-Claude Roques, (m) Marcel Puget - Michel Crauste (cap.) , Benoît Dauga, Jean-Joseph Rupert - Élie Cester, Walter Spanghero - Arnaldo Gruarin, Jean-Michel Cabanier, Jean-Claude Berejnoï - 1 Pénalité (Lacaze) -                                                                    |
| 29 janvier 1966  | Colombes    | Irlande    | V 11-6 | Tournoi 5 Nations | Claude Lacaze - Jean Gachassin, Guy Boniface, André Boniface, Christian Darrouy - (o) Jean-Claude Roques, (m) Marcel Puget - Michel Crauste (cap.) , Benoît Dauga, Jean-Joseph Rupert - Élie Cester, Walter Spanghero - Arnaldo Gruarin, Jean-Michel Cabanier, Jean-Claude Berejnoï - 2 Essais (Darrouy) - 1 Transformation (Lacaze) - 1 Pénalité (Lacaze) -                   |
| 26 février 1966  | Colombes    | Angleterre | V 13-0 | Tournoi 5 Nations | Claude Lacaze - Bernard Duprat, Guy Boniface, André Boniface, Christian Darrouy - (o) Jean Gachassin, (m) Lilian Camberabero - Michel Crauste (cap.) , Benoît Dauga, Jean-Joseph Rupert - Élie Cester, Walter Spanghero - Arnaldo Gruarin, Jean-Michel Cabanier, Jean-Claude Berejnoï - 3 Essais (A. Boniface, Gachassin, Gruarin) - 2 Transformations (Lacaze) -              |
| 26 mars 1966     | Cardiff     | Galles     | D 9-8  | Tournoi 5 Nations | Claude Lacaze - Bernard Duprat, Guy Boniface, André Boniface, Christian Darrouy - (o) Jean Gachassin, (m) Lilian Camberabero - Michel Crauste (cap) André Herrero, Jean-Joseph Rupert - Benoît Dauga, Walter Spanghero - Arnaldo Gruarin, Jean-Michel Cabanier, Jean-Claude Berejnoï - 2 Essais (Duprat, Rupert) - 1 Transformation (Lacaze) -                                 |
| 9 avril 1966     | Naples      | Italie     | V 0-21 | Test Match        | Claude Lacaze - Bernard Duprat, Jo Maso, Jean-Claude Lagrange, Christian Darrouy - (o) Jean-Claude Roques, (m)Marcel Puget - Michel Crauste (cap) André Herrero, Jean-Joseph Rupert - Benoît Dauga, Walter Spanghero - Arnaldo Gruarin, Jean-Michel Cabanier, Jean-Claude Berejnoï -4 Essais (Maso, Lagrange, Darrouy, Dauga) - 3 Transformations (Lacaze) - 1 Drop (Lacaze) - |
| 27 novembre 1966 | Bucarest    | Roumanie   | V 3-9  | Test Match        | Claude Lacaze - Bernard Duprat, Jo Maso, Claude Dourthe, Christian Darrouy (cap) - (o) Jean-Claude Roques, (m) Jean-Claude Lasserre - Jean Salut, André Herrero, Christian Carrère - Benoît Dauga, Walter Spanghero - Arnaldo Gruarin, Jean-Michel Cabanier, Jean-Claude Berejnoï - 2 Essais (Duprat, Salut) - 1 Pénalité (Lacaze) -                                           |